# European Winners' Cup 2010
Navigation
Édition précédente Édition suivante
La European Winners' Cup 2010 est la troisième édition de la European Winners' Cup, la compétition opposant les meilleures équipes des principaux championnats européens de tchoukball. La compétition a lieu les 27 et 28 février à Saronno, dans la province de Varèse, en Lombardie, dans le nord-ouest de l'Italie. Huit équipes, venues de cinq pays, participent aux compétitions.

## Équipes participantes
- Italie :
  - Saronno Castor (Champion italien)
  - Ferrara Allnuts (Vice-champion italien)
  - Rovello Sgavisc (Troisième du championnat italien)
- Suisse :
  - Genève 1 (Champion suisse)
  - Lausanne (Vice-champion suisse)
- Autriche :
  - RuckTchouk Traiskirchen
- Belgique :
  - Belgium Tauros
- République tchèque :
  - Jùl Tchoukball Team

## Compétition

### Format
Les huit équipes sont réparties dans deux groupes de quatre. Le premier jour, chaque équipe joue une fois contre les trois autres de son groupe. Les deux premières équipes de chaque groupe sont qualifiées pour les demi-finales. Les finales pour la première place, la troisième place, la cinquième place et la septième place opposent ensuite, respectivement, les vainqueurs, les perdants des demi-finales et les troisièmes et les quatrièmes de chaque groupe.

### Règles
Les matches se jouent selon les règles officielles de la Fédération internationale de tchoukball (FITB).

## Résultats

### Tour préliminaire

#### Groupe A

##### Résultats
| Journée | Domicile        | Score | Extérieur       |
| ------- | --------------- | ----- | --------------- |
| 1       | Saronno Castor  | 40-38 | Lausanne        |
| 1       | Rovello Sgavisc | 45-32 | Jùl Tchouk      |
| 2       | Saronno Castor  | 48-37 | Rovello Sgavisc |
| 2       | Lausanne        | 49-28 | Jùl Tchouk      |
| 3       | Saronno Castor  | 49-37 | Jùl Tchouk      |
| 3       | Lausanne        | 45-39 | Rovello Sgavisc |

##### Classement
| Rang | Équipe          | MJ | V | N | D | PM  | PE  | Diff | Pts |
| ---- | --------------- | -- | - | - | - | --- | --- | ---- | --- |
| 1er  | Saronno Castor  | 3  | 3 | 0 | 0 | 137 | 112 | 25   | 9   |
| 2e   | Lausanne        | 3  | 2 | 0 | 1 | 132 | 107 | 25   | 7   |
| 3e   | Rovello Sgavisc | 3  | 1 | 0 | 2 | 121 | 125 | -4   | 5   |
| 4e   | Jùl Tchouk      | 3  | 0 | 0 | 3 | 97  | 143 | -46  | 3   |

|  | Qualifié pour les demi-finales |

#### Groupe B

##### Résultats
| Journée | Domicile        | Score | Extérieur               |
| ------- | --------------- | ----- | ----------------------- |
| 1       | Ferrara Allnuts | 45-29 | Belgian Tauros          |
| 1       | Genève          | 48-37 | RuckTchouk Traiskirchen |
| 2       | Ferrara Allnuts | 44-43 | Genève                  |
| 2       | Belgian Tauros  | 34-47 | RuckTchouk Traiskirchen |
| 3       | Ferrara Allnuts | 42-38 | RuckTchouk Traiskirchen |
| 3       | Belgian Tauros  | 33-56 | Genève                  |

##### Classement
| Rang | Équipe                  | MJ | V | N | D | PM  | PE  | Diff | Pts |
| ---- | ----------------------- | -- | - | - | - | --- | --- | ---- | --- |
| 1er  | Ferrara Allnuts         | 3  | 3 | 0 | 0 | 131 | 110 | 21   | 9   |
| 2e   | Genève                  | 3  | 2 | 0 | 1 | 147 | 114 | 33   | 7   |
| 3e   | RuckTchouk Traiskirchen | 3  | 1 | 0 | 2 | 122 | 124 | -2   | 5   |
| 4e   | Belgium Tauros          | 3  | 0 | 0 | 3 | 96  | 148 | -52  | 3   |

|  | Qualifié pour les demi-finales |

### Tour final
Tableau récapitulatif du tour final :
|  | Demi-finales    | Demi-finales    |                        |    | Finale | Finale |
|  | Demi-finales    | Demi-finales    |                        |    | Finale | Finale |
|  |                 |                 |                        |    |        |        |
|  |                 |                 |                        |    |        |        |
|  |                 |                 |                        |    |        |        |
|  | Saronno Castor  | 51              |                        |    |        |        |
|  | Saronno Castor  | 51              |                        |    |        |        |
|  | Genève          | 48              |                        |    |        |        |
|  | Genève          | 48              | Saronno Castor         | 55 |        |        |
|  |                 |                 | Saronno Castor         | 55 |        |        |
|  |                 | Ferrara Allnuts | 49                     |    |        |        |
|  | Ferrara Allnuts | Ferrara Allnuts | 49                     | 52 |        |        |
|  | Ferrara Allnuts |                 |                        | 52 |        |        |
|  | Lausanne        | 50              |                        |    |        |        |
|  | Lausanne        | 50              | Match pour la 3e place |    |        |        |
|  |                 |                 |                        |    |        |        |
|  |                 |                 |                        |    |        |        |
|  |                 |                 |                        |    |        |        |
|  | Geneve          | 61              |                        |    |        |        |
|  | Geneve          | 61              |                        |    |        |        |
|  | Lausanne        | 57              |                        |    |        |        |
|  | Lausanne        | 57              |                        |    |        |        |

|  | Finale pour la cinquième place |    |
|  |                                |    |
|  |                                |    |
|  |                                |    |
|  | Rovello Sgavisc                | 40 |
|  | Rovello Sgavisc                | 40 |
|  | RuckTchouk Traiskirchen        | 35 |
|  | RuckTchouk Traiskirchen        | 35 |

|  | Finale pour la septième place |    |
|  |                               |    |
|  |                               |    |
|  |                               |    |
|  | Jùl Tchouk                    | 47 |
|  | Jùl Tchouk                    | 47 |
|  | Belgium Tauros                | 50 |
|  | Belgium Tauros                | 50 |

## Classement final
| Rang | Équipe                  | Pays               |
| ---- | ----------------------- | ------------------ |
| 1er  | Saronno Castor          | Italie             |
| 2e   | Ferrara Allnuts         | Italie             |
| 3e   | Genève                  | Suisse             |
| 4e   | Lausanne                | Suisse             |
| 5e   | Rovello Sgavisc         | Italie             |
| 6e   | RuckTchouk Traiskirchen | Autriche           |
| 7e   | Belgium Tauros          | Belgique           |
| 8e   | Jùl Tchouk              | République tchèque |